# Niels Steen Gundestrup
Niels Steen Gundestrup (24. april 1944 – 4. november 2002) var en dansk polarforsker som medvirkede ved udviklingen af den danske forskning inden for glaciologi.
Gundestrup blev 1969 civilingeniør fra DTH på E-retningen og var siden 1970 knyttet til Københavns Universitet, nu Niels Bohr Instituttets geofysiske afdeling, hvor han medvirkede ved fuldautomatiseringen af et massespektrometer til måling af den isotopiske sammensætning af isprøver fra iskerner. Han medvirkede også til udviklingen af det danske isbor ISTUK.
Niels Gundestrup var medlem af Akademiet for de Tekniske Videnskaber og The International Glaciology Society, og han modtog Hans Egede medaljen fra Det Kgl. Danske Geografiske Selskab.. Chiles første videnskabelige radarekspedition til Antarktis blev opkaldt efter Gundestrup.